# صانع سلاح

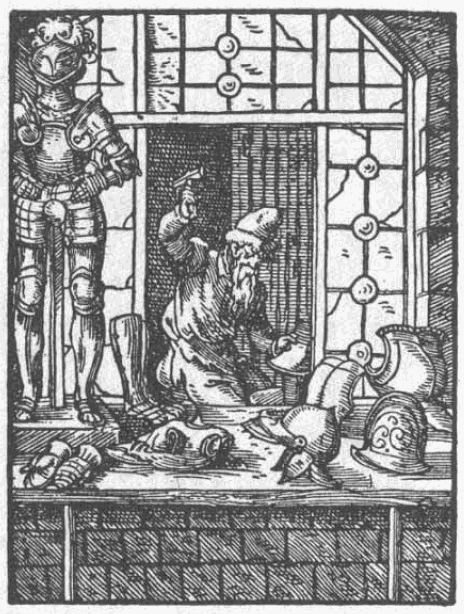

تاريخيًا، صانع السلاح هو الشخص الذي خرج مع مطلع القرن التاسع عشر مثل الدبابات والأسلحة وبعدها. الدروع الشخصية، وخاصة الدروع الواقية. في المصطلحات الحديثة، صانع سلاح هو عضو في قوة عسكرية أو شرطة يعمل في مستودع أسلحة ويصون ويصلح الأسلحة الصغيرة وأنظمة الأسلحة، مع بعض الواجبات التي تشبه واجبات صانع السلاح المدني. هناك أدلة متزايدة على أن الشركات المتخصصة في تصنيع المركبات المدرعة أو الدروع التطبيقية للتطبيق على المركبات من جميع الأنواع (السيارات والقوارب والطائرات) تشير إلى نفسها على أنها دروع ؛ مثل الشركة البريطانية OVIK Crossway - التي تصف خدماتها على أنها Armorers وCoach Builders . في بعض النواحي، يعد هذا عودة إلى المعنى الأصلي للمصطلح بقدر ما تقوم هذه الشركات بتكوين الدروع المادية أو تكييفها أو دمجها على المنصات من أجل حماية الحياة البشرية.
يستخدم العنوان أيضا في الرياضة الأولمبية المبارزة (سيف الشيش، وسيف المبارزة وسيف عربي ) للإشارة إلى تلك الأسلحة التي يستخدمها المبارزون"، ومعدات السلامة، شرائط، وآلات التسجيل، وبكرات. في أحداث المبارزة الرياضية، يُعرف الأشخاص المسؤولون عن التحقق من سلامة المعدات والحفاظ على الشرائط والبكرات وآلات التسجيل خلال البطولة باسم المدرعين. [بحاجة لمصدر]